# Bomba de neutrones
La bomba de neutrones también llamada bomba N, bomba de radiación directa incrementada o bomba de radiación forzada es un arma nuclear derivada de la bomba H que los Estados Unidos comenzaron a desplegar a finales de los años 1970. En las bombas H normalmente el 50% de la energía liberada se obtiene por fisión nuclear.
La bomba de neutrones se consigue hacer bajar el porcentaje de energía obtenida por fisión a menos del 50%, e incluso se ha llegado a hacerlo a cerca del 5%. De las radiaciones que se producen en el instante de la explosión, la que aquí nos atañe es la de neutrones. Una gran cantidad de estas partículas son emitidas con niveles energéticos muy altos, y por tanto, con gran capacidad de penetración. Recordemos que, concretamente en las reacciones de fusión, se producían neutrones rápidos, los más energéticos. Estos se utilizaban para fisionar el material fisible de un eventual tamper de material fisible (U-235 o U-238).

## Historia
La invención de la bomba de neutrones se atribuye a Samuel Cohen que la desarrolló en 1958. Su ensayo se autorizó y llevó a cabo en 1963 en Nevada.

## Funcionamiento
Una bomba de neutrones es una bomba de fisión-fusión, de bajo rendimiento explosivo pero de gran rendimiento de radiaciones ionizantes. En consecuencia se obtiene una bomba que, para una determinada magnitud de onda expansiva y pulso térmico, produce una proporción de radiaciones ionizantes (radiactividad) hasta 7 veces mayor que la de una bomba H, fundamentalmente rayos X y gamma de alta penetración. En segundo lugar, buena parte de esta radiactividad es de mucha menor duración (menos de 48 horas) de la que sería de esperar en una bomba de fisión.
Las consecuencias prácticas son que al detonar una bomba N se produce un daño mínimo a estructuras y edificios, pero tiene un gran efecto en seres vivos, incluso aunque estos se encuentren dentro de vehículos o instalaciones blindados o acorazados. Por ello se ha incluido a estas bombas en la categoría de armas tácticas, pues permiten la continuación de operaciones militares en el área por parte de unidades dotadas de protección NBQ.
Sus usos son estratégicos y tácticos. Ya que las radiaciones pueden penetrar más en los carros blindados (al menos más que el polvo radiactivo) y similares (no así en subterráneos blindados con plomo). Un efecto "colateral" es la Activación neutrónica de materiales que estén en las cercanías ampliando los efectos de la radiación. Así en la tierra se puede activar el hierro de los carros blindados haciendo que se transmute en cobalto-60. Otro caso es con el yodo del mar, aunque este efecto no es directo puede llegar a dañar a personas (civiles o militares) a través de consumo de productos del mar.
En las bombas de fusión, el flujo de neutrones generado se aprovecha para aumentar la potencia mediante los sistemas indicados anteriormente. Por el contrario, en estas armas se busca todo lo contrario, por lo que se elimina cualquier material que absorba estas partículas. De hecho, por norma se intenta maximizar el cociente radiación/potencia, es decir, producir el máximo de neutrones con la mínima potencia. Así, se reducen la onda expansiva, la energía calorífica y la contaminación posterior, y es que estas armas están también pensadas para ser usadas en combate cercano. De este modo dichos efectos no afectarán a las tropas amigas.
Su diseño contempla un primario estándar de fisión que inicia a la segunda etapa de fusión. Esta a su vez suele estar formada por una mezcla de deuterio y tritio puros. Ya se comentó que el tritio es un material cuyo uso conlleva complicaciones además de ser caro. No obstante, la reacción de fusión de estos dos isótopos es la que mejor resultado da en cuanto a una elevada emisión de neutrones altamente energéticos y una baja potencia total además de no requerir un primario demasiado potente. 1 kilogramo de esta mezcla (71,5% tritio y 28,5% deuterio) desarrolla una potencia total de 57,1 kt, frente a los 64 kt del deuteruro de litio-6 o los 82,2 de la combinación del deuterio consigo mismo.
La mitad de los individuos expuestos a 6 grays (1 gray = 1 julio de energía procedente de la radiación absorbida por un kilogramo de tejido vivo o también 1 gray = 1 sievert = 100 rads) estarán condenados a morir en pocas horas. No obstante, con estas bombas se busca la incapacitación instantánea, por lo que se requieren dosis mucho mayores. El rango de estas bombas oscila en torno a los 80 grays. Un ejemplo práctico contempla que la detonación de una bomba de neutrones de 1 kt matará a la tripulación de un carro de combate pesado a distancias de entre 600 y 800 metros. Hay que señalar que el acero y otros materiales de los vehículos atacados se volverán radiactivos durante uno o dos días, por lo que serán inutilizables durante ese periodo.
Otro uso que se contemplaba para estas armas era equipar a los misiles ABM (Anti-Ballistic Missile, misiles antibalísticos. Misiles orientados a la defensa contra ICBMs enemigos). Para dejar fuera de combate a los ICBM lanzados contra el área defendida, los ABM detonarían cerca de los mismos sus bombas de neutrones y el flujo de éstos los dejaría inoperativos. También resultarían útiles para matar grandes concentraciones de tropas o civiles sin afectar demasiado a las estructuras o entorno.

## Estados Unidos
En el arsenal estadounidense está la W-66, desarrollada en 1974 y que debía equipar al ABM Sprint, que junto al ABM Spartan (Que portaba la W-71 y debía neutralizar las cabezas nucleares enemigas sobrecalentándolas con radiación de rayos-X) componían los vectores del sistema antimisiles Safeguard, que se canceló al año siguiente. Por otra parte estaban la W-70-3 y W-79-0 destinadas a ser usadas contra concentraciones de carros y personal. La primera, con una potencia de 1 kt, lanzada por el misil superficie-superficie MGM-52 Lance (120 km de alcance) y la segunda, con una potencia que se podía variar entre los 0,1 y 1,1 kt, como proyectil de artillería de 203,2 mm. Señalar que esta última utilizaba el ensamblaje de implosión lineal para su primario ya que éste se ajusta mejor a la forma alargada de los proyectiles de artillería.